# Уртадо, Паоло
Кристофер Паоло Сесар Уртадо Уэртас (исп. Cristopher Paolo César Hurtado Huertas; род. 27 июля 1990, Кальяо) — перуанский футболист, вингер клуба «Альянса Лима» и сборной Перу. Участник чемпионата мира 2018 года.

## Клубная карьера

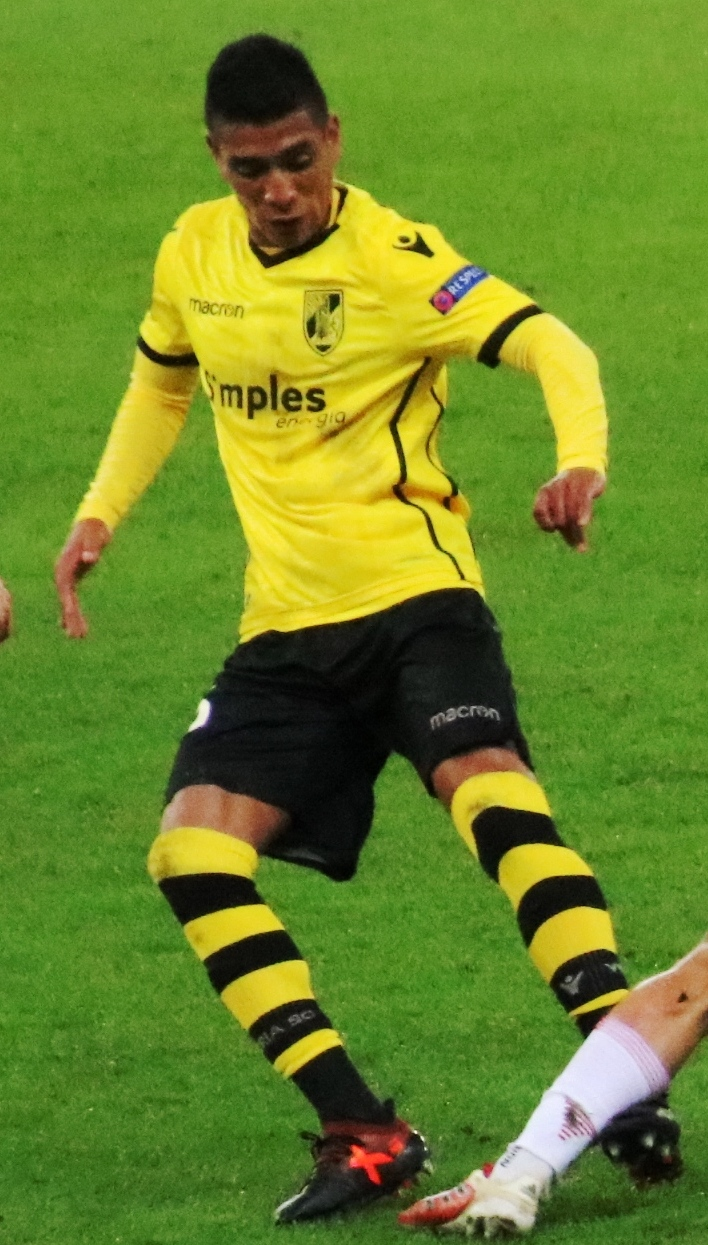
Уртадо в составе «Витории Гимарайнш»

Уртадо начал карьеру в клубе «Альянса Лима». В 2008 году он дебютировал в перуанской Примере. 10 марта в матче против «Сесар Вальехо» Паоло забил свой первый гол за столичную команду. В 2009 году он на правах аренды перешёл в «Хуан Аурич». 19 апреля в поединке против «Спорт Анкаш» Уртадо дебютировал за новый клуб. 10 мая в матче против «Сесар Вальехо» он забил первый гол за «Хуан Аурич». После возвращения из аренды Паоло стал основным игроком «Альянса Лима».
Летом 2012 года он перешёл в португальский «Пасуш де Феррейра». 19 августа в матче против «Морейренсе» Уртадо дебютировал в Сангриш лиге. 2 сентября в поединке против «Браги» Паоло забил свой первый гол за «Пасуш».
В 2014 году Уртадо на правах аренды перешёл в уругвайский «Пеньяроль». 23 февраля в матче против столичного «Расинга» он дебютировал в уругвайской Примере. Летом того же года Паоло вернулся в Португалию.
Летом 2015 года Уртадо перешёл в английский «Рединг», подписав контракт на три года. 19 сентября в поединке против «Бристоль Сити» он дебютировал в Чемпионшипе. Не сумев закрепиться в Англии и сыграв за «Рединг» лишь пять матчей в чемпионате, Уртадо в январе 2016 года отправился в аренду в португальский клуб «Витория» (Гимарайнш) до конца сезона 2015/2016. 21 февраля в матче против «Браги» он дебютировал за новую команду. 14 мая в поединке против «Ароки» Паоло забил свой первый гол за «Виторию». По окончании сезона клуб выкупил трансфер Уртадо у «Рединга».
Летом 2018 года Паоло перешёл в турецкий «Коньяспор».
21 февраля 2021 года подписал контракт с клубом «Локомотив» (Пловдив) до июня 2022 года.

## Международная карьера
3 сентября 2011 года в товарищеском матче против сборной Боливии Уртадо дебютировал за сборную Перу. 27 марта 2013 года в поединке против сборной Тринидада и Тобаго Паоло забил свой первый гол за национальную команду.
В 2015 году Паоло в составе сборной стал бронзовым призёром в Кубка Америки в Чили. На турнире он сыграл в матчах против сборных Парагвая, Венесуэлы, Колумбии и Боливии.
В 2018 году Уртадо принял участие в чемпионате мира 2018 в России. На турнире он сыграл в матче против команды Австралии.

### Голы за сборную Перу
| #   | Дата             | Место                                             | Противник         | Счёт | Результат | Соревнование                     |
| --- | ---------------- | ------------------------------------------------- | ----------------- | ---- | --------- | -------------------------------- |
| 01. | 27 марта 2013    | Национальный стадион, Лима, Перу                  | Тринидад и Тобаго | 2:0  | 3:0       | Товарищеский матч                |
| 02. | 10 сентября 2013 | Хосе Антонио Ансоатеги, Пуэрто-ла-Крус, Венесуэла | Венесуэла         | 0:1  | 2:3       | Чемпионат мира 2014 квалификация |
| 03. | 5 сентября 2017  | Олимпико Атауальпа, Кито, Эквадор                 | Эквадор           | 0:2  | 1:2       | Чемпионат мира 2018 квалификация |

## Достижения
Международные
 Перу
- Кубок Америки — 2015